# フレンチ・カクタス
フレンチ・カクタス（French Cactus）は、冷たいタイプのロングドリンクに分類される、テキーラをベース（基酒）としたカクテルである。
テキーラをベースとしたカクテルには何らかのジュース（果汁）を使用することが多いが、このカクテルはジュースを一切使用しない数少ないテキーラベースのカクテルとして知られている。

## 標準的なレシピ
- テキーラ ＝ 40ml
- ホワイト・キュラソー ＝ 20ml

### 作り方
氷を入れたオールド・ファッションド・グラス（容量180ml程度）に、まずテキーラ、次にホワイト・キュラソーを注ぎ、軽くステアすれば完成である。

### 備考
- 後述のカクテル名の由来に関して、フランス産のホワイト・キュラソーを使うから「フレンチ」と付いているという説を取る場合、ホワイト・キュラソーには、コアントローが指定される[2]。
- 飲む人の好みにより、材料は増減される場合もある。なお、ホワイト・キュラソーはリキュールの1種であるから、必ず糖分を含んでいる。したがって、ホワイト・キュラソーの分量を増やせば、より甘くなる。

## カクテル名の由来
フレンチ・カクタス（French Cactus）というカクテル名の由来には、幾つかの説がある。最初に、Frenchとは「フランスの」とか「フランス風の」といった意味の英単語であり、Cactusとは「サボテン」という意味の英単語であることを確認しておきたい。

### 使用される酒の生産地に関係するとする説
フレンチ・カクタスには、テキーラとコアントローだけが使用される。テキーラがテキーラであるための条件の1つとして、それがメキシコで作られている蒸留酒であることが挙げられる。したがって、テキーラは必ずメキシコ産である。そして、コアントローはフランス産のホワイト・キュラソーである。つまり、メキシコ産の酒と、フランス産の酒を使用することから、このカクテルにフレンチ・カクタスという名称が与えられたとする説が存在する。
必ずメキシコ産であるテキーラに、フランス産のコアントローが混ぜられることで、フランス風（French）になるというわけだ。したがって、この説を取る場合、使用するリキュールは、コアントローでなければならなくなる。

### 他のカクテルが関係しているとする説
フレンチ・カクタスと、同じタイプのカクテル（仕上がった時のスタイルが似ているカクテル）として、フレンチ・コネクションという名称の比較的有名なカクテルが存在する。フレンチ・カクタスの「フレンチ」は、このフレンチ・コネクションの「フレンチ」をいただいたものだとする説が存在する。
今でこそホワイト・キュラソーと言えばコアントローが有名だが、キュラソー自体は、別にフランスの酒ではなく、元々はオランダのデ・カイパー社が創製したリキュールである。
「フレンチ」の由来に関して、使用している酒とは無関係であるとするこの説は、キュラソーの歴史には合致する。では、残る「カクタス」の由来だが、テキーラがテキーラであるための条件の1つとなっていることとして、原材料としてリュウゼツランを51％以上使用していることが挙げられる。リュウゼツランは厳密にはサボテンではないが、メキシコでは、葉が針状の植物をサボテンと呼ぶこともあるという。
つまり、メキシコ産のサボテンのようなもの（リュウゼツラン）を原料とした酒を使っているから、サボテンを意味する英語「Cactus（カクタス）」と付けられたのではないかという説である。ただし、メキシコにはサボテンが存在する。なので、リュウゼツランなどとは無関係に、単純にテキーラの産地であるメキシコに存在するサボテンを、テキーラから連想して、サボテンを意味する英語の「Cactus（カクタス）」と付けたのではないかという説もある。
これらが合わさって「フレンチ・カクタス」となったというわけだ。この説を取るのであれば、使用するリキュールはホワイト・キュラソーであれば良いことになる。